# Stuart Massey
Stuart Anthony Massey (Crawley, 17 novembre 1964) è un ex calciatore inglese, di ruolo centrocampista.

## Carriera
Dal 1986 fino alla stagione 1991-1992 gioca a livello semiprofessionistico con il Sutton Utd, per complessive 161 presenze; nell'estate del 1992 si trasferisce al Crystal Palace, club della prima divisione inglese, con cui nel corso della stagione 1992-1993 (che i Glaziers concludono con una retrocessione in seconda divisione) gioca una partita di campionato; nella stagione seguente gioca invece una partita nel campionato di seconda divisione, che il club londinese vince. A fine stagione Massey viene però ceduto all'Oxford Utd: qui tra il 1994 ed il 1996 segna in tutto 4 reti in 58 presenze in terza divisione, conquistando anche una promozione in seconda divisione al termine della stagione 1995-1996; nella stagione 1996-1997 segna poi invece 3 gol in 29 presenze in seconda divisione con gli U's, con i quali realizza poi un'ulteriore rete in 17 presenze nella medesima categoria durante la stagione 1997-1998, che è anche la sua ultima da professionista (anche a causa di un infortunio ad un ginocchio). Continua poi comunque a giocare per diverse stagioni a livello semiprofessionistico, in alcuni casi anche allenando i club in cui gioca. In seguito nella stagione 2006-2007 è stato vice di Ian Hazel al Sutton United, diventando poi nel 2007 allenatore ad interim del club.
In carriera ha totalizzato complessivamente 106 presenze e 8 reti nei campionati della Football League.

## Palmarès

### Giocatore

#### Competizioni nazionali
- Conference League Cup: 1

Sutton United: 1990-1991
- Campionato inglese di seconda divisione: 1

Crystal Palace: 1993-1994